# Franziska Xaviera Cabrini

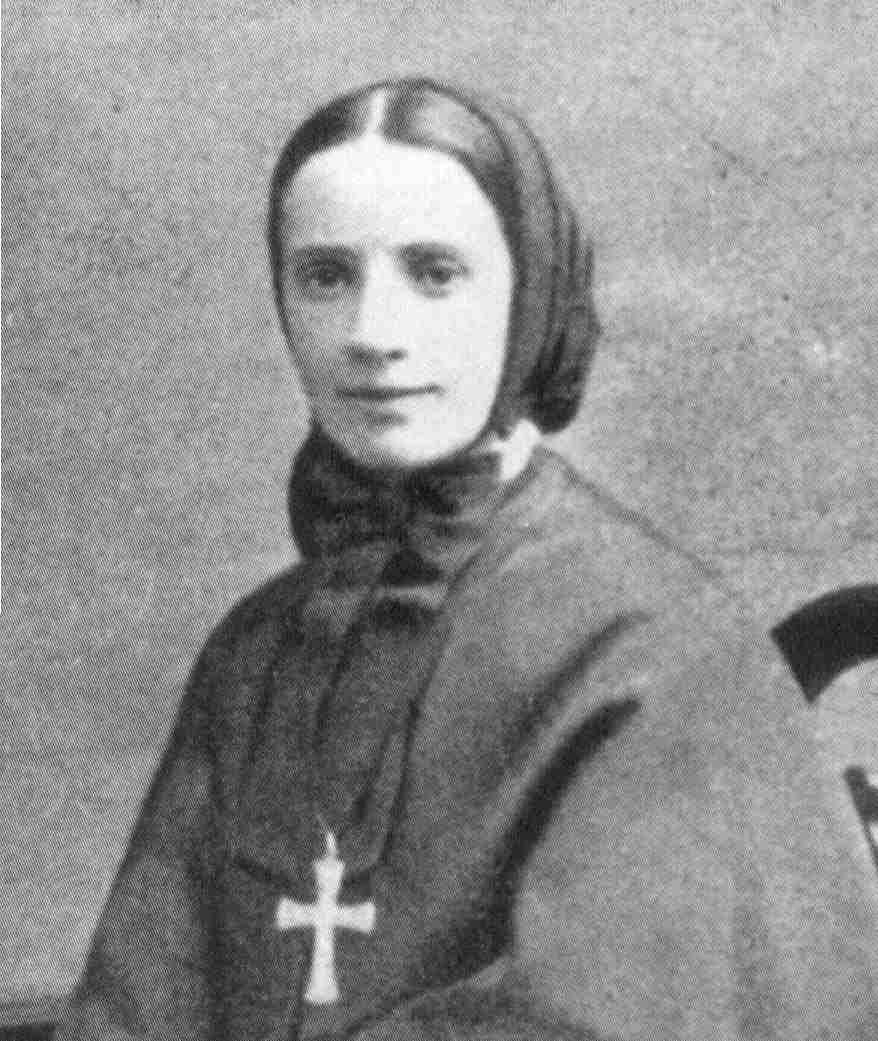
Franziska Xaviera Cabrini

Franziska Xaviera Cabrini (* 15. Juli 1850 als Francesca Cabrini in Sant’Angelo Lodigiano bei Lodi; † 22. Dezember 1917 in Chicago) ist die 1946 durch die Katholische Kirche heiliggesprochene Begründerin des Ordens der „Missionsschwestern vom Heiligsten Herzen“.

## Lebenslauf
Franziska Xaviera Cabrini wurde als jüngstes von dreizehn Kindern der italienischen Bauern Agostino Cabrini und Stella Oldini geboren. Sie soll sich bereits früh um bedürftige Kinder gekümmert haben. 1874 wurde sie Leiterin eines Pensionats für Kinder in Codogno nahe ihrem Geburtsort. Im Jahre 1880 wurde der bereits 1881 päpstlich anerkannte Orden der „Missionsschwestern vom Heiligsten Herzen“ von ihr begründet. Als Ordensnamen nahm sie in Anlehnung an Francisco de Xavier zusätzlich den Namen Xaviera an. Auf Veranlassung von Papst Leo XIII. wanderte sie im März 1889 an Bord des französischen Passagierschiffs La Bourgogne in die Vereinigten Staaten von Amerika aus, um dort karitative und religiöse Arbeiten unter den italienischstämmigen Immigranten zu organisieren. Sie begründete im Laufe ihrer Tätigkeit von New York aus insgesamt 67 Schulen, Krankenhäuser, Waisenhäuser oder Klöster in den USA und in Lateinamerika. In Chicago wurde schließlich das Mutterhaus ihres Ordens errichtet. 1909 erhielt Franziska Xaviera Cabrini die amerikanische Staatsbürgerschaft. Sie starb 1917 an den Folgen einer Malariaerkrankung.
Nach ihr wurde die Mother Cabrini High School im New Yorker Stadtteil Manhattan sowie das Cabrini-Zentrum in Offenstetten benannt.

## Heilige
Sie wurde 1938 seliggesprochen und am 7. Juli 1946 durch Pius XII. kanonisiert. Sie wurde hierdurch die erste US-Amerikanerin, die heiliggesprochen wurde. Sie gilt als Schutzpatronin der Aus- und der Einwanderer. Ihr Gedenktag ist der Jahrestag ihres Todes, der 22. Dezember, in den USA ist der gebotene Gedenktag der 13. November.

## Künstlerische Rezeption
Im Jahr 2024 erschien mit Die Gesandte des Papstes (Originaltitel Cabrini) eine Filmbiografie über sie.